# قطع ساسيبو
قطع ساسيبو هي جريمة قتل تلميذة يابانية تبلغ من العمر 12 عامًا تدعى ساتومي ميتاراي، من قبل زميلتها في الصف التي تبلغ من العمر 11 عامًا يشار إليها باسم «الفتاة أ». وقعت جريمة القتل في 1 يونيو 2004، في مدرسة ابتدائية في مدينة ساسيبو بمحافظة ناجازاكي. قامت القاتلة بشق حلق ميتاراي وذراعيه بقاطع صناديق.
تضمنت ردود الفعل على الحادث الميمات عبر الإنترنت ومناقشة تخفيض سن المسؤولية الجنائية في اليابان. لم يتم الكشف عن الاسم الحقيقي للقاتلة للصحافة، وفقًا للإجراءات القانونية اليابانية التي تحظر تحديد هوية الأحداث الجانحين. أشارت إليها الشرطة اليابانية على أنها الفتاة أ. حذر مكتب الشؤون القانونية في منطقة ناغازاكي مستخدمي الإنترنت من الكشف عن صورها. ومع ذلك، تم الكشف عن الاسم الحقيقي للفتاة عن طريق الخطأ في بث تلفزيون فوجي وأعلن أعضاء قناة 2channel اليابانية على الإنترنت عن هويتها في 18 يونيو 2004، بناءً على تحليل صورة بثت على التلفزيون.

## الجريمة

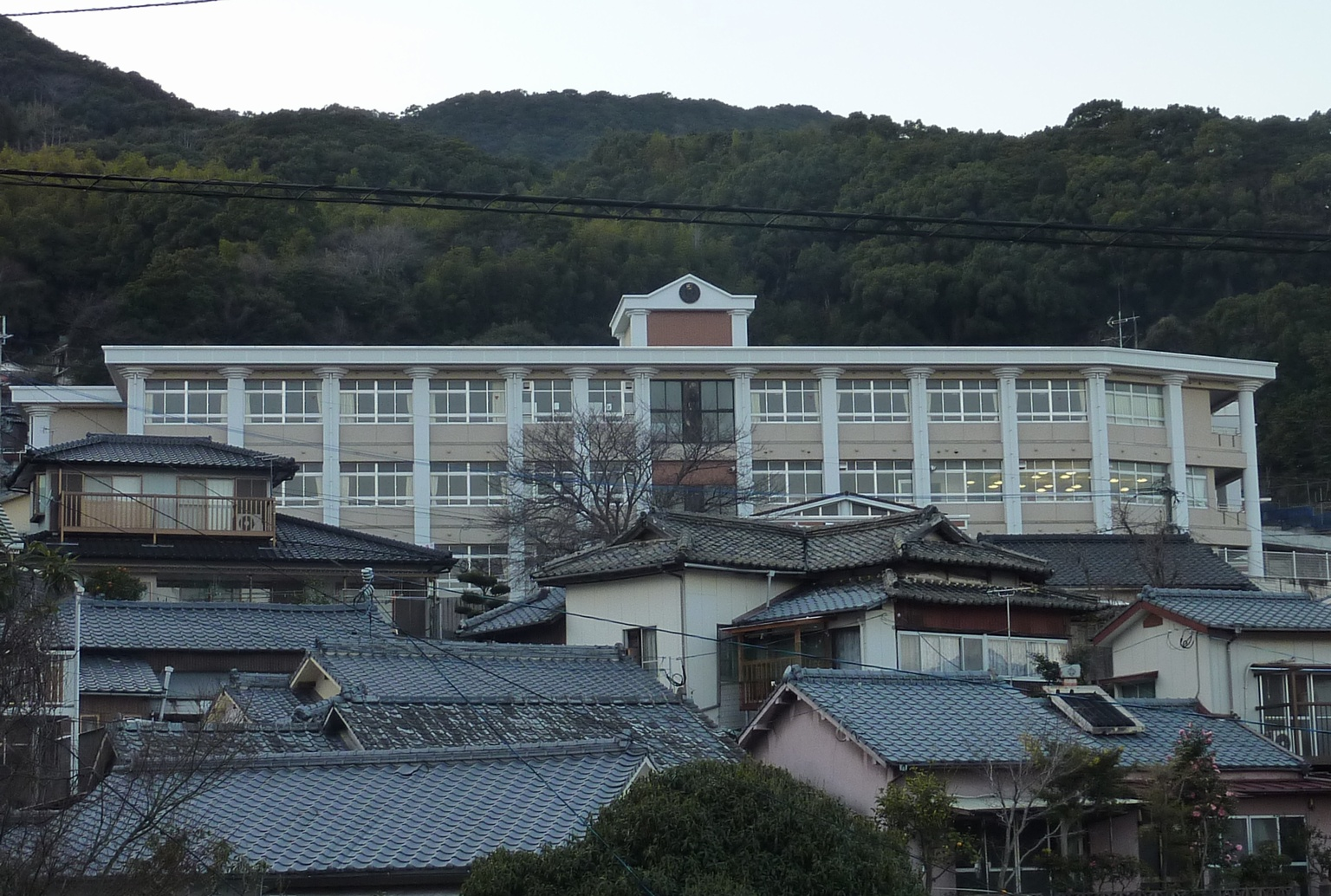
مدرسة أوكوبو الابتدائية حيث وقع الحادث

في 1 يونيو 2004، قتلت تلميذة تبلغ من العمر 11 عامًا، أُطلق عليها لاحقًا اسم «الفتاة أ»، زميلتها البالغة من العمر 12 عامًا، ساتومي ميتاراي، في فصل دراسي فارغ خلال ساعة الغداء في مدرسة أوكوبو الابتدائية في ساسيبو بمحافظة ناغازاكي. ثم تركت الفتاة «أ» جسد ميتاراي وعادت إلى فصلها الدراسي وملابسها ملطخة بالدماء. عثرت معلمة الفتيات، التي لاحظت اختفاء الفتاتين، على الجثة واستدعت الشرطة.
بعد احتجازها، ورد أن الفتاة أ اعترفت بالجريمة قائلة للشرطة «آسف، أنا آسف». أمضت الليلة في مركز الشرطة، تبكي كثيرًا، وترفض تناول الوجبات الخفيفة التي عُرض عليها لها. لم تذكر الفتاة «أ» في البداية أي دافع للقتل. بعد ذلك بوقت قصير، اعترفت للشرطة بأنها تشاجرت مع ميتاراي نتيجة رسائل تركت على الإنترنت. زعمت الفتاة «أ» أن ميتاراي قامت بشتمها  بالتعليق على وزنها ووصفها بـ «قودي-قودي».
في 15 سبتمبر 2004، قضت محكمة الأسرة اليابانية بإضفاء الطابع المؤسسي على الفتاة أ، وترك صغر سنها بسبب خطورة الجريمة. تم إرسالها إلى إصلاحية في محافظة توتشيغي. حكمت محكمة الأسرة في ناجازاكي في الأصل على الفتاة أ بالسجن لمدة عامين من الحبس القسري، لكن تم تمديد العقوبة لمدة عامين في سبتمبر / أيلول 2006، بعد تقييم نفسي. في 29 مايو / أيار 2008، أعلنت السلطات المحلية أنها لم تطالب بعقوبة إضافية.

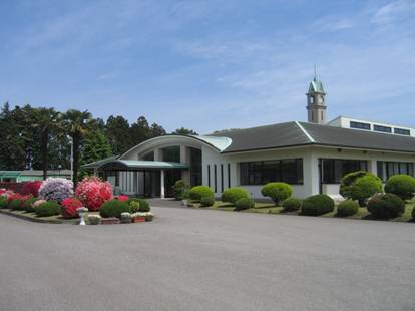
إصلاحية في محافظة توتشيغي حيث تم إضفاء الطابع المؤسسي على "الفتاة أ"

بسبب مشاكل في القدرة على التواصل والإهتمامات المهووسة، تم تشخيص الفتاة أ بعد القتل بمتلازمة أسبرجر.

## ردود الفعل
أثارت جريمة القتل جدلاً في اليابان حول ما إذا كان سن المسؤولية الجنائية، الذي تم تخفيضه من 16 إلى 14 في عام 2000 بسبب جرائم قتل الأطفال في كوبي عام 1997، بحاجة إلى تخفيض مرة أخرى. كانت الفتاة «أ» تعتبر طفلة عادية ومتكيفة جيدًا قبل وقوع الحادث،  مما جعل الجمهور أكثر قلقًا.
وتعرض أعضاء البرلمان الياباني، مثل كيشي إينو وساداكازو تانيجاكي، لانتقادات بسبب التعليقات التي صدرت في أعقاب القتل. تم انتقاد إينوي لإشارته إلى الفتاة أ على أنها جينكي (قوية، حية)، وهي كلمة ذات دلالات إيجابية. وتعرض تانيجاكي لانتقادات لإشارته إلى طريقة القتل، أو قطع الحلق، على أنها فعل «رجولي».
أصبحت الفتاة أ موضوعًا لميم على الإنترنت على مجتمعات الويب اليابانية مثل 2channel . أُطلق عليها لقب «نيفادا تان» لأن صورة فوتوغرافية للفصل أظهرت فتاة يُعتقد أنها هي ترتدي قميصًا من نوع رينو من جامعة نيفادا.
استشهد أكيو موري بهذه الحالة لدعم نظريته المثيرة للجدل «لعبة الدماغ»،  والتي تم انتقادها على أنها ليست أكثر من مجرد خرافة. تم الإبلاغ عن أن الفتاة أ من محبي فيلم الرسوم المتحركة "Red Room" الذي يحمل عنوان الموت،  وهو ادعاء يستخدم لدعم النظرية. كان معروفًا أيضًا أن الفتاة أ قد قرأت الرواية المثيرة للجدل معركة ملكية وشاهدت الفيلم الذي تم تعديله، والذي يركز على الطلاب الصغار الذين يقاتلون حتى الموت.
في 18 مارس 2005، أقيم حفل تخرج مدرسة أوكوبو الابتدائية، حصل الطلاب على ألبوم تخرج به صفحة فارغة تكريمًا لوفاة ميتاراي حيث يمكنهم وضع صور لميتاراي أو الفتاة أ أو صور الفصل التي تحتوي على الفتاتين. حصلت ميتاراي على شهادة تخرج بعد وفاتها، وقبلها والدها نيابة عنها. كما مُنحت الفتاة «أ» شهادة، حيث أن الشهادة مطلوبة في اليابان لدخول المدرسة الإعدادية واعتقدت المدرسة أنها ستساعدها على «إعادة الاندماج في المجتمع».

## روابط خارجية
- «اليابان تلميذة القاتل» آسف ' - بي بي سي نيوز، 3 يونيو 2004
- "現代 リ ス ク の 基礎 知識 第 62 回 〜 長崎 佐世保 女 児 同級生 殺害 事件" - منشورات نيكاي التجارية في 10 يونيو 2004 مقالة عن جريمة القتل باللغة اليابانية